# 康恩贝
浙江康恩贝制药股份有限公司，簡稱康恩贝（上交所：600572），是中华人民共和国的一家大型制药集团，公司注册地位于浙江省金华市兰溪市，管理总部位于杭州市。康恩贝的前身为兰溪县城关镇革命委员会蜂场，成立于1969年，现为浙江省中医药健康产业集团有限公司的控股子公司，最终控股方为浙江省人民政府国有资产监督管理委员会。该公司是浙江省规模最大的中药企业。

## 历史
康恩贝的前身为1969年成立的兰溪县城关镇革命委员会蜂场，1972年更名为兰溪县蜂乳厂，1975年更名为兰溪县制药厂，1976年2月26日更名为兰溪云山制药厂。1982年8月，胡季强进入兰溪云山制药厂工作。1984年5月，云山制药厂研制出治疗前列腺疾病新药“前列康”，该产品先后荣获国家科技进步三等奖、国家产品质量银质奖及32届国际养蜂会议金奖，使企业迅速完成了走向市场的最初的资本积累。1989年，该厂综合经济效益位居浙江省同行业首位。
1990年7月28日，云山制药厂更名为浙江康恩贝制药公司，并在中国大陆率先导入企业识别系统。1992年，浙江康恩贝制药公司在整体改制的基础上，联合金华市信托投资公司、浙江省国际信托投资公司和浙江凤凰化工股份有限公司作为发起人，以定向募集方式设立浙江康恩贝股份有限公司。1993年，康恩贝企业创利润2084万元，比1992年增长6.4倍，居兰溪市创利首位，也是当时浙江省医药行业收入最高的企业。1994年，康恩贝集团成立，注册地移至杭州，成为浙江省首家从原总部所在地移至省会城市注册的企业集团。1996年，公司全资收购金华制药厂。金华制药厂的前身为1958年成立的金华农药厂，1960年更名为金华制药厂，被康恩贝收购后更名浙江金华康恩贝生物制药有限公司。2000年，公司改制为民营企业。
2001年5月，康恩贝在云南注册成立“云南希陶绿色科技股份有限公司”。2002年12月，公司旗下企业金华康恩贝与江西省医药集团公司等企业合资成立江西天施康中药股份有限公司，截至2018年，江西天施康由康恩贝全资控股。
2004年4月12日，公司在上海证券交易所上市。
2012年，公司受让内蒙古伊泰煤炭股份有限公司持有的内蒙古伊泰药业有限责任公司88%股权，企业更名为内蒙古康恩贝药业有限公司；2014年收购贵州拜特制药有限公司51%股权。
2019年7月，康恩贝子公司云南云杏公司完成对原有车间和提取生产线等设施的改造，及工业大麻花叶加工提取大麻二酚（CBD）的试制工作。同年11月，云杏公司获得当地公安机关颁发的《云南省工业大麻加工许可证》，获准进行工业大麻花叶加工。
2020年4月2日晚，康恩贝发布公告，控股股东康恩贝集团及实控人胡季强与浙江省国际贸易集团及全资子公司浙江省中医药健康产业集团签订《战略合作暨股份转让意向性协议》，康恩贝集团拟向浙江省中医药健康产业集团转让所持有的公司约5.3346亿股股份。2020年7月1日，股权过户工作完成，公司的控股股东变更为浙江省中医药健康产业集团，实际控制人变更为浙江省人民政府国有资产监督管理委员会，成为国有控股企业。

## 控股子公司

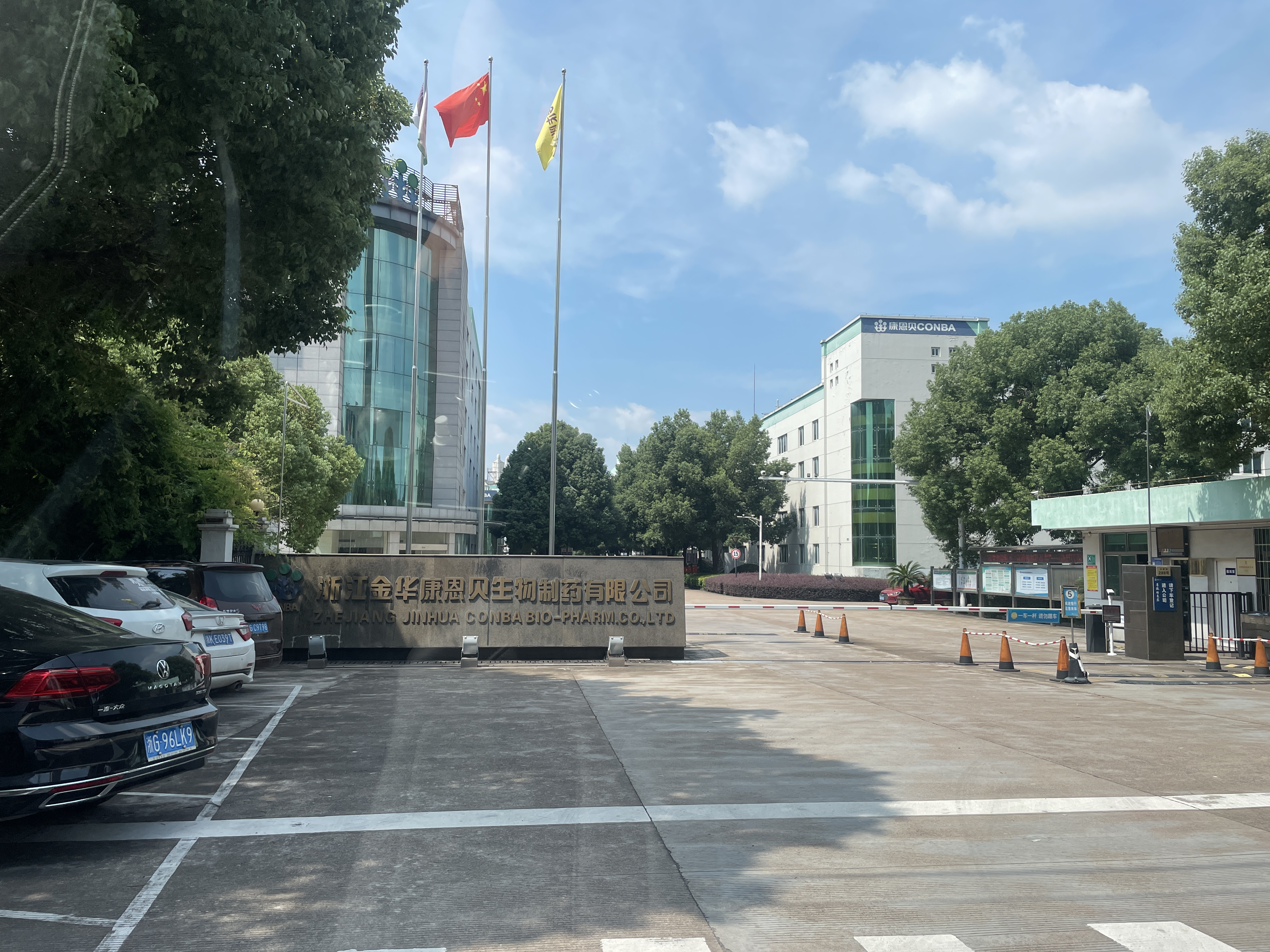
金华康恩贝生物制药有限公司

杭州滨江的康恩贝大厦

截至2021年12月31日，康恩贝的主要控股子公司如下：
- 杭州康恩贝制药有限公司
- 浙江康恩贝中药有限公司79.839%
- 浙江金华康恩贝生物制药有限公司97.69%
  - 浙江英诺珐医药有限公司
- 云南康恩贝希陶药业有限公司
- 浙江康恩贝医药销售有限公司
- 浙江康恩贝健康科技有限公司
- 江西康恩贝天施康药业有限公司
- 江西康恩贝中药有限公司
- 内蒙古康恩贝药业有限公司
- 上海康恩贝医药有限公司80%

## 业务及产品
康恩贝以药品和大健康产品的研发、生产和销售为主要业务，拥有康恩贝、前列康、珍视明、天保宁、金奥康、金笛、金康、金艾康、天施康、金康速力、希陶等多个知名品牌，年销售金额过亿的品牌多达14个。公司的主要上市产品如下：
- 前列康（普乐安片/胶囊，由油菜蜂花粉提取成分）
- 天保宁（银杏叶片/胶囊）
- 珍视明（滴眼液及眼罩、眼贴、洗眼液等眼健康产品）
- 金笛（复方鱼腥草合剂）
- 肠炎宁片
- 金奥康（奥美拉唑肠溶胶囊）
- 至心砃（麝香通心滴丸）
- 必坦（盐酸坦索罗辛缓释胶囊）
- 汉防己甲素片
- 金康速力（乙酰半胱氨酸泡腾片）

### 研发实力
康恩贝公司一直重视科研投入，注重新产品的开发。公司设立了科技开发决策委员会，进行民主决策，并设立了与之相配套的“科技发展专家委员会”作为咨询机构，聘请科学家为首席顾问，由50余名知名专家教授组成了科技发展的顾问团，以保证科研决策的超前性和科学性。2021年9月，旗下杭州康恩贝受让山东省药学科学院中药新药黄蜀葵花总黄酮提取物及口腔贴片项目，2022年1月，黄蜀葵花总黄酮口腔贴片在杭州康恩贝试制成功，在全球首次实现中药双层口腔贴片的产业化。

## 荣誉
该公司先后获浙江省级先进企业、省技术进步优秀企业、省“转机好、效益好”企业、省行业最佳经济效益企业、省最佳经济效益工业企业、省医药行业思想政治工作优秀企业、浙江省重合同守信用单位、省医药行业十佳工业企业等称号。2021年，在中国中药企业TOP100排行榜中排名前十，旗下前列康、肠炎宁、珍视明入选2022年中国医药品牌榜（零售终端榜）。

## 社会活动
2022年12月，随着2019冠状病毒病中国大陆疫情防控“新十条”的出台，康恩贝启动“全力奋战100天，打好防疫产品保供战”计划，全力保障防疫药品的生产与供应。公司旗下的8个生产基地紧急调整生产模式，实现24小时不间断生产。核心品种肠炎宁片、银杏叶片、普乐安片生产线全部让予防疫相关品种的生产，大幅提高防疫药品供应量。2023年1月1日，康恩贝与浙江省内主要连锁药店合作，向全省11市市民赠送100万片布洛芬片，主要面向60岁以上老年人、环卫工人、医务工作者和教育工作者等照顾人群。